# Pellenes minimus
Pellenes minimus är en spindelart som först beskrevs av Lodovico di Caporiacco 1933.  Pellenes minimus ingår i släktet Pellenes och familjen hoppspindlar. Inga underarter finns listade i Catalogue of Life.